# セルゲイ・リム
セルゲイ・リム（Sergey Lim、1987年11月26日 - ）はカザフスタンのアルマトイ出身の柔道選手。階級は66kg級。身長164cm。

## 人物
2006年の世界ジュニア66kg級で3位になった。その後も一定の活躍をすると、2012年のグランドスラム・パリで3位、アジア選手権では優勝した。ロンドンオリンピックでは3回戦で海老沼匡に技ありで敗れた。2013年には世界ランク上位選手で争われるワールドマスターズの決勝で高上智史を破って優勝した。

## 主な戦績
- 2003年 - アジアジュニア 3位(60kg級)
- 2005年 - アジアジュニア　3位
- 2006年 - アジアジュニア　3位
- 2006年 - 世界ジュニア　2位
- 2008年 - ロシア国際　3位
- 2009年 - ワールドカップ・ワルシャワ　2位
- 2010年 - ワールドカップ・アルマトイ　3位
- 2011年 - ワールドカップ・トビリシ　優勝
- 2011年 - ワールドカップ・タシュケント　優勝
- 2011年 - ワールドカップ・アルマトイ　3位
- 2011年 - グランプリ・アブダビ　3位
- 2011年 - グランドスラム・東京　5位
- 2012年 - グランドスラム・パリ　3位
- 2012年 - アジア選手権　優勝
- 2013年 - ワールドマスターズ　優勝
- 2014年 - 世界団体　5位

(出典)。